# ياسمين وافي
ياسمين وافي (29 سبتمبر 1987 -) هي ممثلة مصرية.

## حياته ونشأته
وُلدت في 29 سبتمبر عام 1987، وتخرجت في كلية الآداب، وهي ابنة الممثّل المصريّ الراحل ممدوح وافي.

## مسيرتها الفنية
اهتمت ياسمين وافي بالفن في سن مبكرة وبدأت مشوارها الفني بالإخراج والتمثيل على مسرح الجامعة أثناء فترة دراستها بكلية الآداب، وشاركت بالتمثيل في العرض المسرحي «أفراح القبة» في عام 2020، وأثناء العرض شاهدتها الكاتبة عبير سليمان مؤلفة مسلسل «إلا أنا» وأعجبت بآدائها للدور فنصحتها بأن تتجه للتمثيل بشكل احترافي وقدمتها للمخرج أحمد حسن الذي أسند إليها دورًا في مسلسل إلا أنا فكانت بداية مسيرتها الفنية الحقيقية، ثُم توالت أعمالها في المسرح والدراما التليفزيونيّة العربية لتشارك بعد ذلك في أعمال تليفزيونيّة مثل مسلسل لعبة نيوتن (Newton's Cradle)، ومسلسل فاتن أمل حربي.

## أعمالها
| سنة العرض | اسم العمل                    | نوع العمل | الدور           |
| --------- | ---------------------------- | --------- | --------------- |
| 2024      | لانش بوكس                    | مسلسل     |                 |
| 2022      | موضوع عائلي (الجزء الثاني)   | مسلسل     | أم ليث          |
| 2022      | فاتن أمل حربي                | مسلسل     | فاتن سمعان جرجس |
| 2021      | لعبة نيوتن (Newton's Cradle) | مسلسل     | شيرين           |
| 2020      | إلا أنا (حكاية ضي القمر)     | مسلسل     | نيفين           |
| 2020      | أفراح القبة                  | مسرحية    | زبيدة           |
| 2020      | هاملت                        | مسرحية    | الملكة          |

## وصلات خارجية
ياسمين وافي على موقع IMDb (الإنجليزية)
- ياسمين وافي على موقع قاعدة بيانات الأفلام العربية